# 海姓
海姓，一個中文姓氏，其人口约20万。

## 來源
1. 黃帝庶子禺阳的孙子世脊廣東南海，任职海司，他的后人就以海為姓。
2. 春秋时，卫灵公臣海春之后，以海为姓。
3. 回族中有海姓。回族中的海姓，主要源自伊斯蘭教经名首音與阿拉伯人名海達爾。

## 延伸阅读
[在维基数据编辑]
 《百家姓》
 《欽定古今圖書集成·明倫彙編·氏族典·海姓部》，出自陈梦雷《古今圖書集成》